# Aegukka
Aegukka ("A Canção Patriótica") é o hino nacional da Coreia do Norte, também conhecido pelo seu primeiro verso, Ach'imŭn pinnara ("Que a Manhã Brilhe"). Foi adoptado em 1947 e tem letra de Pak Seyŏng (박세영; 朴世永; 1902–1989) e música de Kim Wŏn'gyun (김원균; 金元均; 1917–2002). O hino que se adotava, antes da divisão da península coreana, era o Aegukga, o mesmo que se adota hoje na Coreia do Sul.